# Batioszkowo (przystanek kolejowy)
Batioszkowo (ros. Батюшково) – przystanek kolejowy i posterunek odstępowy w miejscowości Batioszkowo, w rejonie gagarińskim, w obwodzie smoleńskim, w Rosji. Położony jest na linii Moskwa – Mińsk – Brześć.
Istnieje tu możliwość zmiany toru jazdy.

## Historia
Stacja kolejowa powstała w XIX w. na drodze żelaznej moskiewsko-brzeskiej, pomiędzy stacjami Drownino i Gżatsk. Przebudowana do przystanku w XXI w..